# Madonna di San Regolo
La Madonna di San Regolo, detta anche Madonna del Consiglio, è un'opera attribuita a Guido di Graziano, dipinta su tavola, databile tra il 1285 e il 1295, conservata nella chiesa di San Regolo a Montaione. Raffigura la Madonna in trono con il Bambino, affiancata da due piccoli angeli e da un piccolo San Michele Arcangelo. Si tratta di oro e tempera su tavola e misura 168x81 cm.

## Storia
La tavola non è datata, né firmata. È stata attribuita a Guido di Graziano da Luciano Bellosi nel 1991 sulla base di alcune somiglianze con il Dossale di san Pietro e la Tavola di San Francesco della Pinacoteca Nazionale di Siena, opere entrambi attribuite allo stesso artista. Le somiglianze riguardano l'andamento delle crisografie del manto blu della Vergine, che ricordano quelle della veste rossa di San Pietro; la prospettiva inversa del trono ligneo con linee che divergono, anziché convergere, verso l'infinito, prospettiva presente nel trono di San Pietro; il volto allungato e il naso leggermente adunco della Madonna, che ricordano tratti somatici analoghi della figura di San Francesco; la somiglianza somatica tra gli angeli di questa tavola e le figure della tavola di san Francesco; il trattamento pittorico e il chiarore delle tinte degli angeli, tratti nuovamente presenti nelle storie della tavola del San Francesco.

## Descrizione
Al centro della tavola cuspidata la Madonna siede su di un trono ligneo al di sotto di un arco trilobato e tiene in grembo il Bambino. La Vergine è avvolta da un manto blu scuro solcato dalle crisografie bizantine e, più sotto, dal martyrion rosso che le avvolge anche la testa. Il bambino indossa un vestitino rosa, anch'esso solcato dalle crisografie bizantine e reca nella mano sinistra un rotolo mentre con l'altra fa il segno della benedizione. In alto, dietro l'arco trilobato ci sono due piccoli angeli a mezzobusto, mentre più in basso un piccolo San Michele arcangelo reca in mano un globo e tiene a bada con una lancia il drago sotto i suoi piedi.

## Stile
La tavola si colloca nell'ambito della Scuola senese di fine Duecento, scuola cui afferiscono artisti quali Dietisalvi di Speme, Guido da Siena, Rinaldo da Siena e un giovane Duccio di Buoninsegna. La tavola presenta notevoli influssi cimabueschi che contraddistinguono questo maestro dai più anziani esponenti della scuola senese, ma ad essere più precisi sembra più vicina all'elaborazione che Duccio di Buoninsegna fece dello stile di Cimabue in quegli anni. Ciò è attestato dal volto allungato di Maria e dalla pennellata fusa dei volti, oltre che dalla persistenza di uno scarso risalto volumetrico e di piccoli angeli sospesi. 
Ma Guido di Graziano perde decisamente il confronto con il suo concittadino, già in questi anni in cui quest'ultimo era ancora giovane: il manto scuro della Vergine e la veste rosa del Bambino hanno le crisografie che Duccio aveva smesso di usare per l'analoga e coeva Madonna Rucellai (1285). Il risalto chiaroscurale e la cura con cui sono particolareggiati i volti sono imparagonabili. Il naso è oltretutto percettibilmente adunco qui. In quest'opera né Maria né il Bambino hanno la serenità e dolcezza che emanano dai corrispondenti volti di Duccio della Madonna Rucellai (1285) o della Madonna di Crevole (1283-1284). Anche la disposizione prospettica del trono, se pur tentata, è difettosa, soprattutto per la mancanza di coerenza tra le due assonometrie del trono e del suppedaneo per i piedi. Gli ornati sono scarsi per il trono, il suo drappo e l'orlo dorato del manto. Quest'ultimo si sviluppa in segmenti e spezzate a livello della testa piuttosto che serpeggiare fluidamente come nella Madonna Rucellai di Duccio.